# Adrapsa subapicalis
Adrapsa subapicalis är en fjärilsart som beskrevs av Moore 1885. Adrapsa subapicalis ingår i släktet Adrapsa och familjen nattflyn. Inga underarter finns listade i Catalogue of Life.